# Julien Vermote
Julien Vermote (født 26. juli 1989 i Kortrijk) er en cykelrytter fra Belgien, der kører for Team Visma | Lease a Bike.